# 1 Baza Lotnicza
1 Baza Lotnicza Armii Krajowej „Łużyce” – baza lotnicza, oddział logistyczny Sił Powietrznych (JW 4198).

## Historia
Jednostka została sformowana 1 stycznia 2002 roku na bazie Oddziału Zabezpieczenia WLiOP. Rozkaz sformowania wydał Dowódca Wojsk Lotniczych i Obrony Powietrznej (nr PF 90 z dnia 11 lipca 2001).
Baza podlegała bezpośrednio dowódcy Sił Powietrznych, przeznaczona była do zapewnienia właściwych warunków funkcjonowania Dowództwa Sił Powietrznych i jednostek wojskowych będących na jej zaopatrzeniu oraz zabezpieczenia działalności Centrum Konferencyjnego Dowództwa SP.
Jednostka kontynuowała tradycje batalionu obsługi DWL i OPOK (JW 1410), który został utworzony 13 kwietnia 1959, na podstawie Rozkazu nr 4 Dowódcy Wojsk Lotniczych i Obrony Przeciwlotniczej Obszaru Kraju.
Z dniem 31 grudnia 2011 Baza została rozformowana. Z dniem 1 stycznia 2012 rozpoczęła działalność 1 Baza Lotnictwa Transportowego.

## Zadania
Głównymi zadaniami Bazy były:
- zapewnienie funkcjonowania Terminalu Wojskowego Portu Lotniczego Warszawa Okęcie;
- logistyczne zabezpieczenie działalności 36 splt oraz Dowództwa SP i jednostek będących na przydziałach gospodarczych m.in. Centrum Operacji Powietrznych, 21 Ośrodek Dowodzenia i Naprowadzania, Centrum Wsparcia Teleinformatycznego Sił Powietrznych, Wojskowy Instytut Medycyny Lotniczej oraz ochrona i obrona obiektów własnych, Dowództwa SP i COP;
- zabezpieczenie bazy sportowo-szkoleniowej dla Dowództwa SP;

## Struktura Bazy
- dowództwo
- dywizjon dowodzenia
- dywizjon zabezpieczenia

## Dowódcy
- 2002-2010 – płk Karol Kudlak
- 1 kwietnia 2010 - 31 grudnia 2011 – płk dypl. Dariusz Sienkiewicz

## Tradycje
Decyzją nr 237/MON z 25 maja 2007, Baza dziedziczyła tradycje i przejmowała nazwę Bazy Lotniczej Armii Krajowej „Łużyce”.
Święto baza obchodziła 5 października, decyzją nr 489/MON z 3 listopada 2008.
Odznaka pamiątkowa 1 BLot zatwierdzona została decyzją nr 309/MON z 11 października 2004.

## Sztandar
5 października 2007 roku baza otrzymała sztandar. Uroczystość wręczenia odbyła się przed terminalem Wojskowego Portu Lotniczego na Okęciu. Sztandar przyjął dowódca bazy płk Karol Kudlak. Matką chrzestną sztandaru została Zofia Róg, a ojcem chrzestnym por. w st. spocz. Ryszard Świderski.